# Interforst
Interforst — одна из крупнейших европейских выставок леса и лесных технологий, проходящая один раз в четыре года в городе Мюнхен (Германия). Организатором выставки выступает компания Messe Muenchen. В ходе выставочных мероприятий проводятся научные конференции, специальные демонстрации возможностей техники и соревнования лесорубов.

## Тематика выставки
- Посадка лесов
- Защита и охрана лесных ресурсов
- Уборка урожая
- Хранение круглой древесины
- Строительство лесных дорог
- Транспортные средства
- Off-road транспорт
- Обработка древесины
- Безопасность и охрана труда
- EDP, измерения и связь в условиях леса
- Информационные и консалтинговые услуги
- Продажа подержанной техники

## Описание
На выставку регулярно заявляется более 400 экспонентов из 19 стран мира. Выставка Interforst проходит в 2 крытых павильонах и на открытой площадке. Общая площадь выставки составляет более 400 000 м² (экспозиционная — 63 700 м²). Экспонируется лесозаготовительная техника и сопутствующие товары почти всех крупных производителей:
- рубительные машины
- тракторы
- погрузчики
- лесовозы
- машины и прицепы для транспортировки щепы и пеллет
- оборудование для производства пеллет
- котлы на древесных гранулах
- мульчеры
- мобильное лесопильное оборудование
- дровоколы
- пилорамы
- ручной инструмент
- спецодежда